# Golamo Gradiszte
Golamo Gradiszte (bułg. Голямо Градище) – wieś w Bułgarii, w obwodzie Tyrgowiszte, w gminie Opaka. Według danych szacunkowych Ujednoliconego Systemu Ewidencji Ludności oraz Usług Administracyjnych dla Ludności, 15 czerwca 2020 roku miejscowość liczyła 1 072 mieszkańców.